# Klein Toornvliet
Klein Toornvliet is een villa in Engelse landhuisstijl aan de Verlengde Hereweg in Helpman, een zuidelijke wijk van de stad Groningen.

## Beschrijving
Klein Toornvliet werd gebouwd in 1905 naar een ontwerp van de Groninger architect P.M.A. Huurman (1863-1944) in opdracht van de arts Sikko Berend Ranneft (1852-1909). De villa heeft een rechthoekige basisvorm en telt twee bouwlagen, die worden gedekt door een schilddak met overstek, dat is belegd met rode Tuiles du Nord. De nokken van het dak zijn versierd met pironnen. Op de zuidelijke nok staat een karakteristieke gemetselde schoorsteen. In het midden van het dak zit aan de voorzijde een vijfzijdige houten dakkapel. In essentie is het gebouw symmetrisch, maar dat wordt doorbroken door de raamindeling, een erker, een aangebouwde serre en een inpandig balkon.
De gevels zijn opgetrokken uit witte verblendsteen. In de voorgevel bevindt zich in het midden een ingangspartij met aan beide zijden bakstenen muurtjes, waarop een houten portiek rust. Daarboven is een inpandig balkon aangebracht en links ervan een driezijdige erker. Aan de zuidzijde van het pand is een serre gebouwd. Balkon, erker en serre doorbreken samen met de raamindeling de symmetrische hoofdvorm van de villa. Aan de noordwestzijde van het pand bevindt zich de aangebouwde garage. Aan de achterzijde is onder een langgerekt houten balkon een terras aangelegd, dat uitkijkt op een in Engelse landschapsstijl aangelegde tuin met een vijverpartij.
Van 1911 tot 1914 werd de villa bewoond door de historicus Johan Huizinga (1872-1945) en zijn gezin. Het pand kreeg de naam Klein Toornvliet, een verwijzing naar de buitenplaats Toornvliet in Middelburg, eigendom van de familie van Huizinga's echtgenote Mary Vincentia Schorer (1877-1914). Aan de achtergevel werd een kinderkamer aangebouwd. In de jaren dertig is de villa nogmaals verbouwd naar een ontwerp van het architectenbureau van Evert van Linge (1895-1964). Daarbij kregen veel vensters een stalen roedenverdeling.
Klein Toornvliet is aangewezen als rijksmonument.